# شعب الفقية (السدة)

تعديل مصدري - تعديل

شعب الفقية محلة تابعة لقرية ذي الريد، التابعة لعزلة وادي الحبالي بمديرية السدة إحدى مديريات محافظة إب في الجمهورية اليمنية.، بلغ تعداد سكانها 23 حسب تعداد اليمن لعام 2004.